# Mincey Glacier
Mincey Glacier är en glaciär i Antarktis. Den ligger i Västantarktis. Nya Zeeland gör anspråk på området. Mincey Glacier ligger 1 221 meter över havet.
Terrängen runt Mincey Glacier är varierad. Trakten är obefolkad. Det finns inga samhällen i närheten.